# Папазідеро
Папазідеро (італ. Papasidero, сиц. Papasideru) — муніципалітет в Італії, у регіоні Калабрія, провінція Козенца.
Папазідеро розташоване на відстані близько 370 км на південний схід від Рима, 125 км на північний захід від Катандзаро, 70 км на північний захід від Козенци.
Населення — 744 особи (2014).

## Демографія
Населення за роками:

Станом на 1 січня 2023 року в муніципалітеті офіційно проживало 12 іноземців з 8 країн, серед них 6 громадян країн Євросоюзу та 1 громадянин України.

## Сусідні муніципалітети
- Аєта
- Лайно-Кастелло
- Морманно
- Орсомарсо
- Прая-а-Маре
- Санта-Доменіка-Талао